# Dysdera inermis
Dysdera inermis là một loài nhện trong họ Dysderidae.
Loài này thuộc chi Dysdera. Dysdera inermis được miêu tả năm 1984 bởi Ferrández.